# Apotheekmuseum (Cluj-Napoca)
Het Apotheekmuseum (Roemeens: Muzeul Farmaciei) is een museum gewijd aan de geschiedenis van de apotheek, farmaceutische industrie en alchemisten in de Roemeense stad Cluj-Napoca. Het museum maakt deel uit van het Nationaal Museum van de geschiedenis van Transsylvanië.

## Geschiedenis
Het huidige museumgebouw was vanaf de oprichting in 1573 tot en met 1949 een apotheek, die in eerste instantie door een uit Hermannstadt (het huidige Sibiu) afkomstige apotheker werd opgericht. Hij verhuisde later naar Kronstad (het huidige Brașov). Na verbannen te zijn uit beide steden, verhuisde hij andermaal, maar nu naar Cluj-Napoca, waar hij in 1573 een nieuwe apotheek stichtte.
Na de invoering van het communisme in 1949 werd de apotheek gesloten en ingericht als bakkerij. Een groot deel van de inboedel ging verloren, maar de barokke schilderijen in de vestibule bleven bewaard. In 1954 werd het Apotheekmuseum opgericht in het gebouw. In 2000 kwam de toekomst van het museum op losse schroeven te staan, toen de voormalige eigenaren van de bakkerij na de val van het communisme trachtten opnieuw aanspraak te maken op het gebouw. Een Roemeense rechter oordeelde dat het gebouw moest worden teruggegeven aan de nazaten van de bakkers, die uiteindelijk besloten om het museum open te houden. De Roemeense staat kreeg nog wel de kans om het museum aan te kopen, maar zag daar vanaf.
In 2016 kwam het voortbestaan wederom in het gedrang, toen de eigenaren een aanbod hadden gekregen om het gebouw te verhuren of verkopen. Daar is echter van afgezien en in 2019 meldde Atlas Obscura dat er een verbouwing gaande was. De heropening stond gepland voor 2020, maar die deadline werd niet gehaald. Vier jaar later, op 15 januari 2024, werd het museum alsnog feestelijk heropend. Op 1 maart van dat jaar publiceerden museumonderzoekers het recept van een 200 jaar oud liefdeselixer, bestaande uit vier ingrediënten.

## Collectie
Het museum heeft een verzameling van ruim 3000 objecten en een van de oudste collecties van Transsylvanië. Onderdeel van de collectie is een grote verzameling geneeskrachtige middelen, die voor de opkomst van de moderne farmaceutische industrie gebruikt werden om patiënten te behandelen. Ook is er een ‘geheime’ ondergrondse ruimte, waar de hoofdapotheker in vroeger tijden, samen met diens assistent, nieuwe recepten ontwikkelde. Verder beschikt het museum over meer dan 200 medische apparaten.

## Galerij

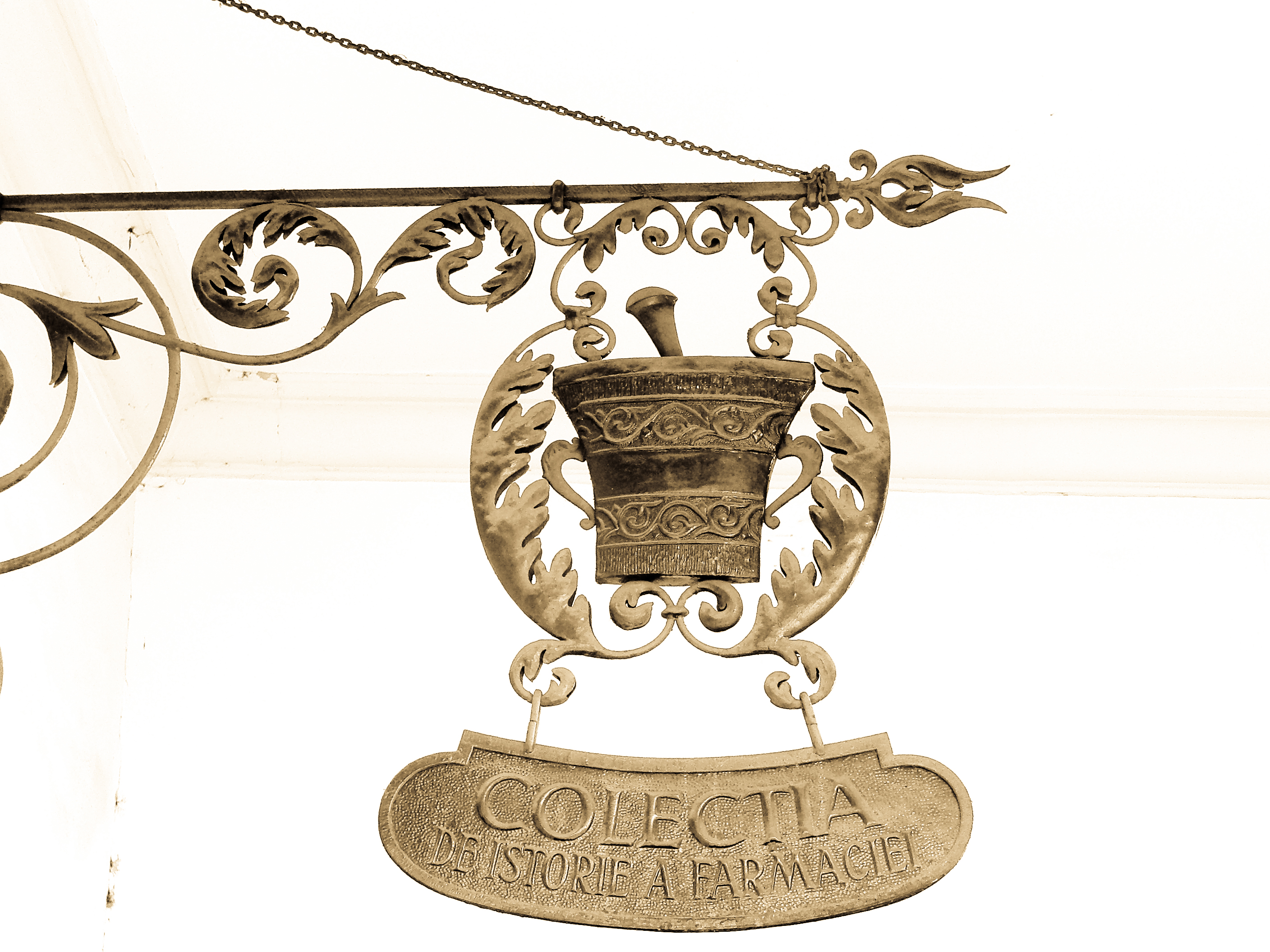
Gouden plakkaat van het museum (2012)
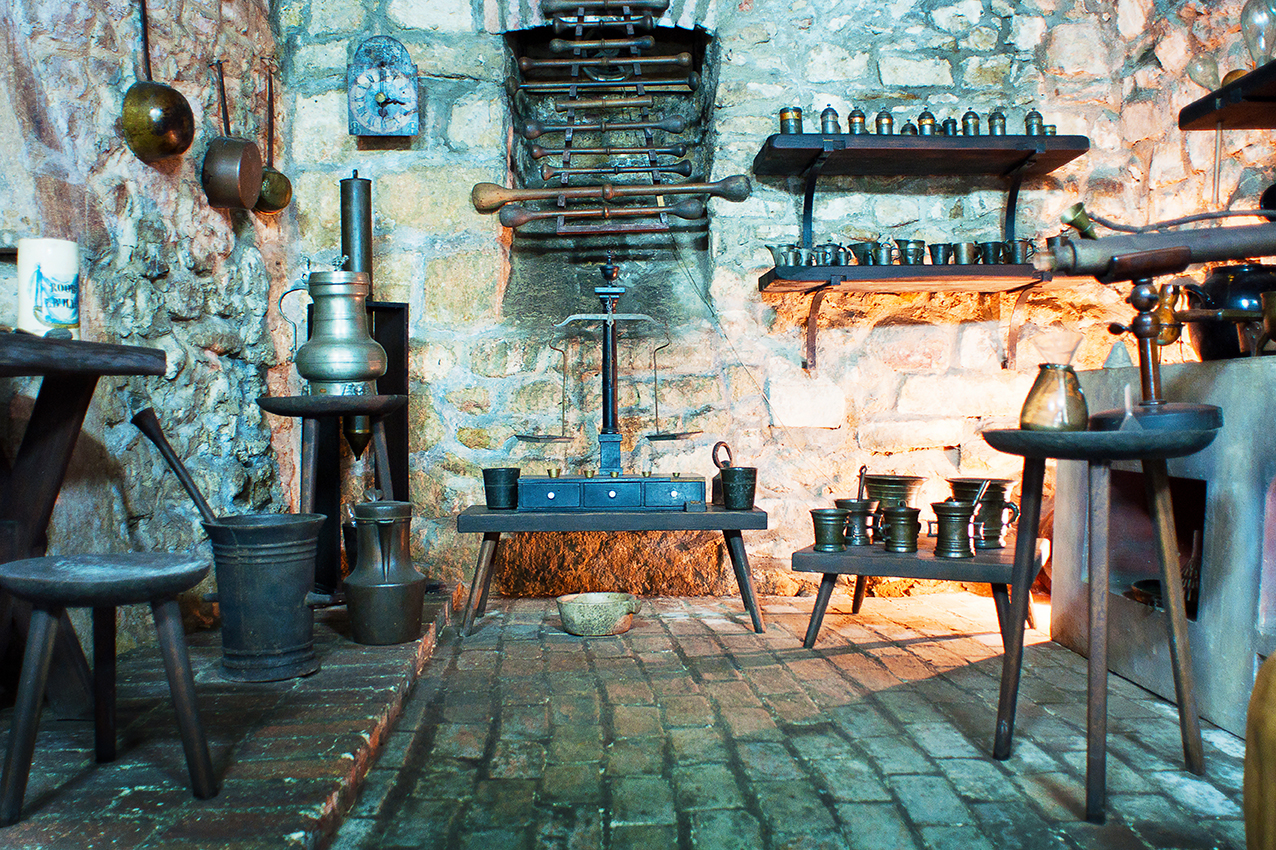
‘Geheime’ ondergrondse ruimte (2012)
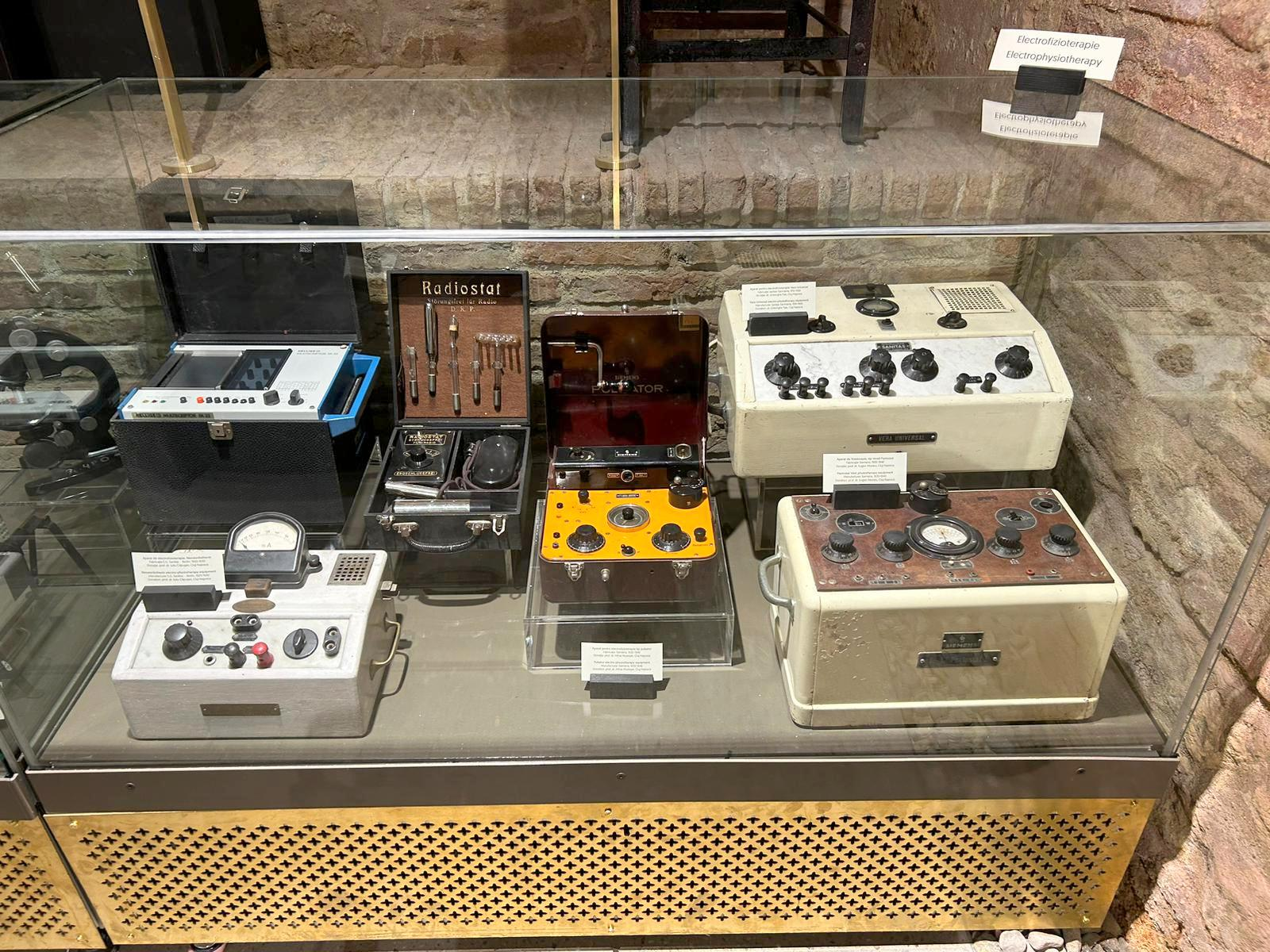
Museumcollectie (2024)
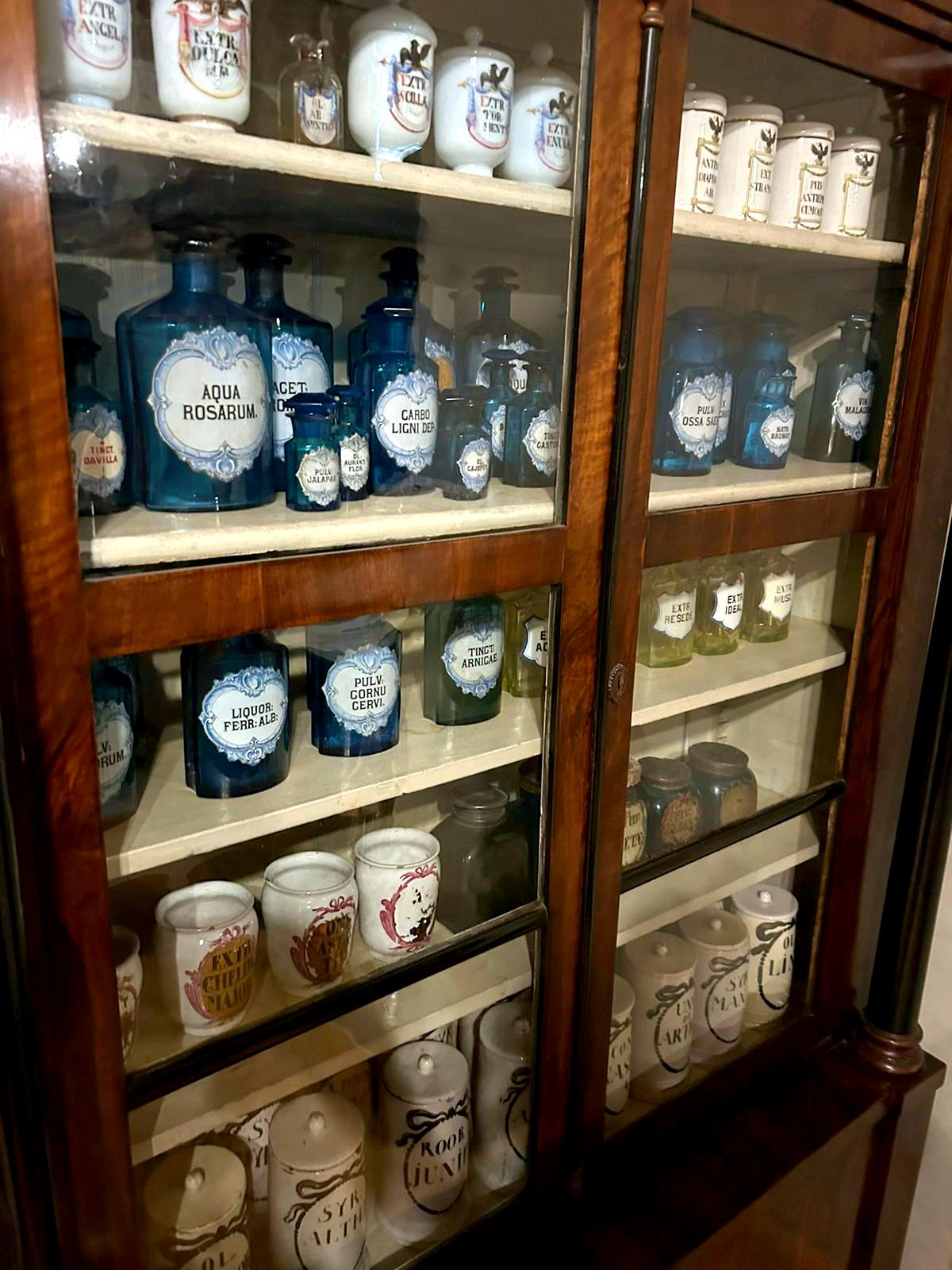
Museumcollectie (2024)
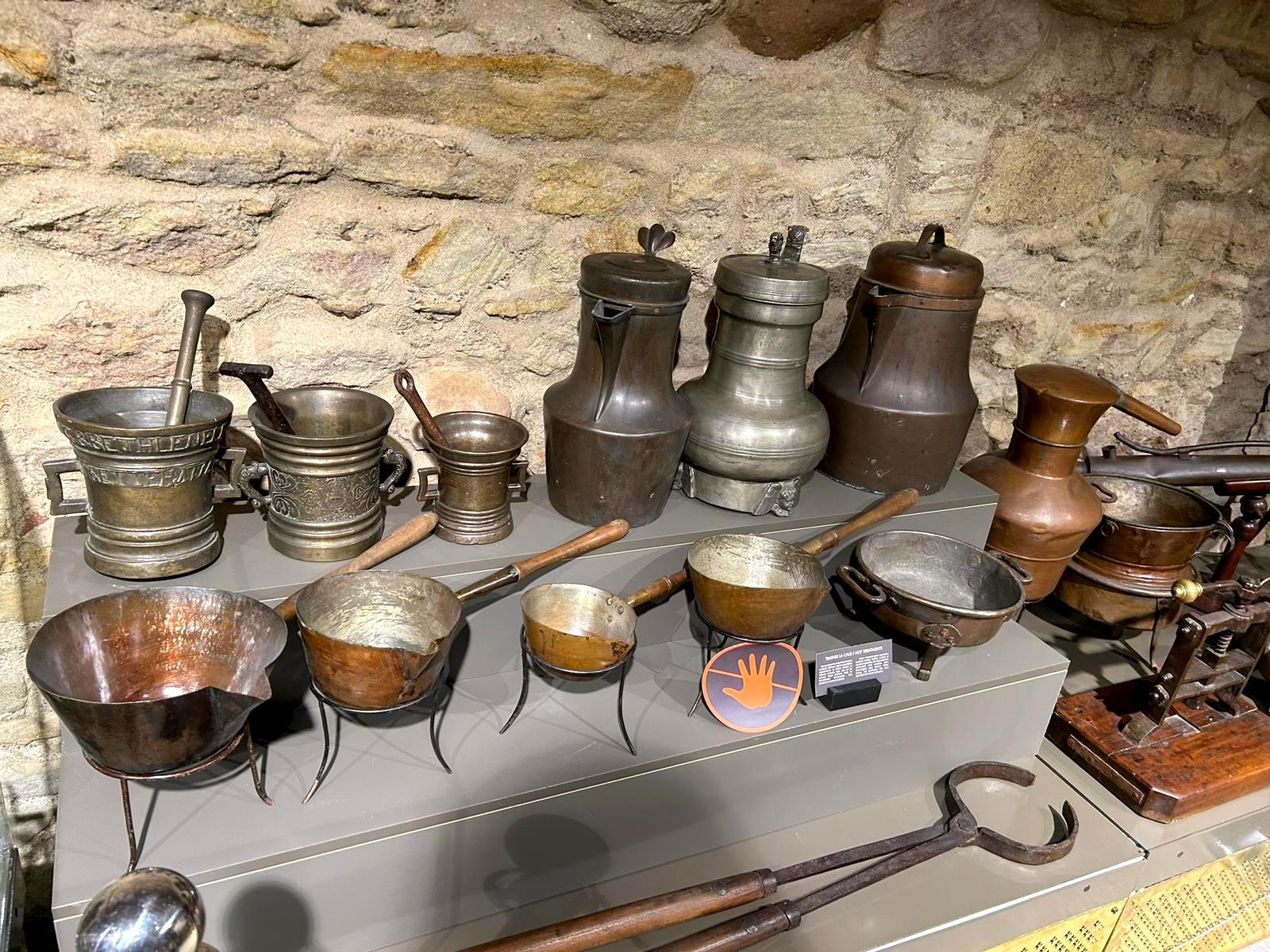
Museumcollectie (2024)
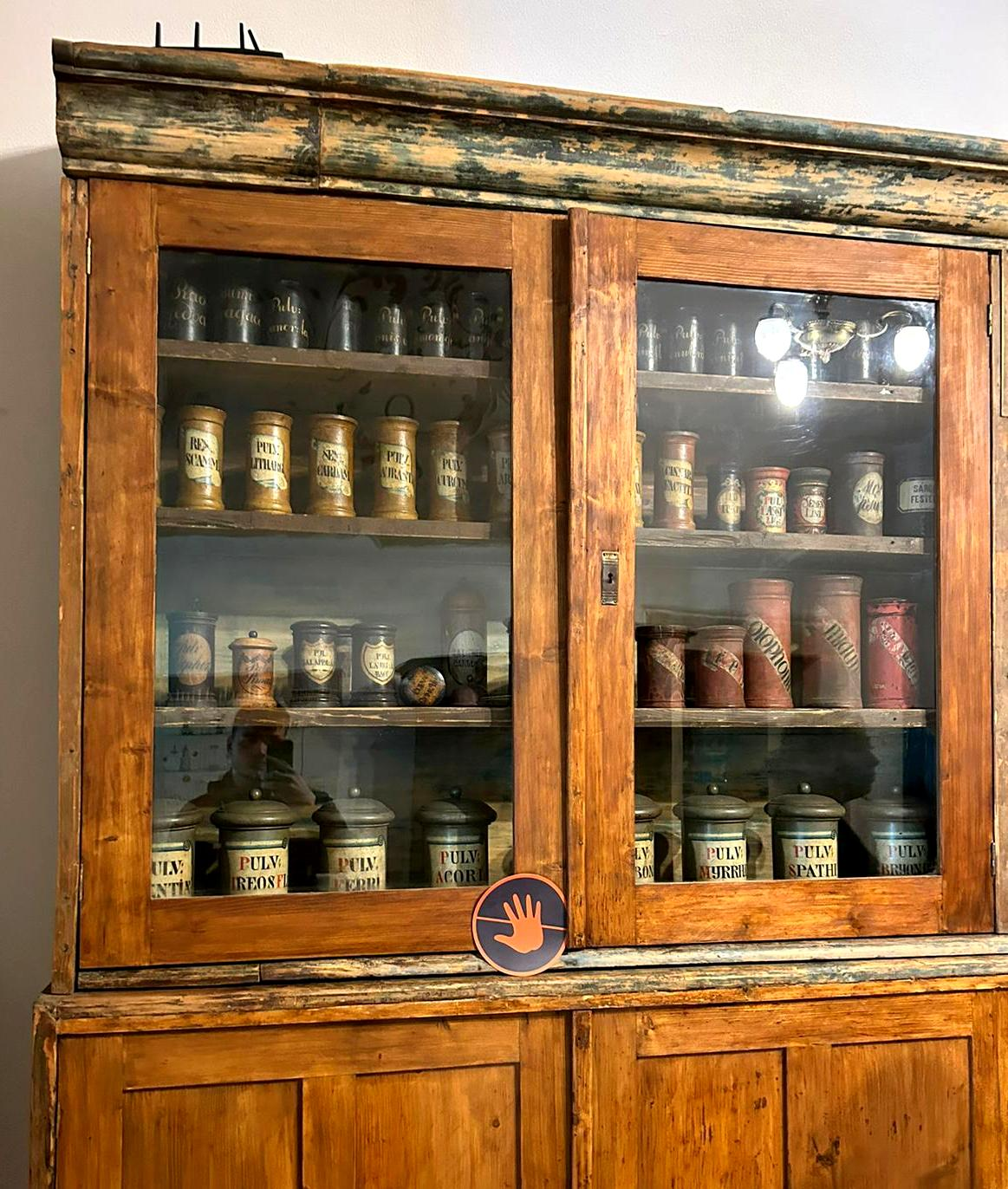
Museumcollectie (2024)